# Rio Karun
O rio Karun, também chamado Ab-kuren  é um dos rios mais importantes do Irão. É também conhecido por Kuran, sendo o principal rio navegável do país. Nasce nos Montes Zagros, correndo para sul e banhando Avaz e Khorramshahr, onde se une ao rio Xatalárabe. Nesta última localidade ocorreu uma das mais sangrentas batalhas da Guerra Irã-Iraque, pela conquista desse importante porto fluvial e estreito por parte das tropas do Iraque, ainda sob o domínio do governo de Saddam Hussein. Nesse rio localiza-se a usina hidrelétrica Reza Xá Cabir, no Departamento de Avaz, que produz cerca de 1200 MW e é uma das maiores do país.